# RUAG MRO Holding
Die RUAG MRO Holding AG ist ein Schweizer Technologiekonzern mit Sitz in Bern und Dienstleister im Bereich Sicherheit und Partner der Schweizer Armee. Das privatrechtlich organisierte Unternehmen wurde im Oktober 2019 gegründet und nahm Anfang Januar 2020 den operativen Betrieb auf. Die RUAG MRO Holding AG ist vollständig im Besitz des Schweizer Staates.

## Unternehmenstätigkeit
Die RUAG MRO Holding AG hat mehrere Geschäftsbereiche. Deren Tätigkeiten sind in die Sparten Sensors, Communication & Ground, Air, C5I und Real Estate aufgeteilt.
Entsprechend beinhaltet das Tätigkeitsgebiet hauptsächlich militärische Systeme wie Kommunikations-, Führungs- und Aufklärungssysteme für militärische Land- und Luftsysteme (Werkstattarbeit, Systembetreuung und Materialbewirtschaftung), deren Kommunikations-, Führungs- und Aufklärungssysteme sowie integrierte militärische Fernmeldesysteme für die Schweizer Armee. Ferner tritt das Unternehmen als Luftfahrttechnikdienstleister (Werkstattarbeit, Systembetreuung und Materialbewirtschaftung) sowie als Berater für Informations- und Kommunikationstechnik (ICT) auf, wobei Drittgeschäfte nur rund ein Fünftel des Gesamtgeschäftes ausmachen. Die Geschäftstätigkeit soll der souveränen Sicherheit der Schweiz dienen, weshalb die RUAG-Gruppe von einem traditionellen Rüstungskonzern zu einem breiter aufgestellten Sicherheitsunternehmen entwickelt wird.

## Geschichte
Die RUAG MRO Holding AG entstand Ende 2019 nach Aufspaltung aus der ehemaligen RUAG Holding AG. Zur Erhöhung der IT-Sicherheit sollten die militärischen und die zivilen Geschäftsbereiche voneinander getrennt werden. Der Bundesrat übertrug im August 2017 dem Eidgenössischen Departement für Verteidigung, Bevölkerungsschutz und Sport das Mandat, eine neue übergeordnete Beteiligungsgesellschaft (BGRB Holding AG) zu gründen, um eine Entflechtung des ehemaligen RUAG-Konzerns in die beiden Teile RUAG MRO Holding AG und RUAG International Holding AG einzuleiten. Mit der Entflechtung sollte die für die Schweizer Armee tätige Geschäftseinheit, die heutige RUAG MRO Holding AG, von den restlichen Geschäftsbereichen getrennt werden, wobei der Name RUAG für die für die Schweizer Armee tätige Geschäftseinheit beibehalten werden sollte.
Am 28. Juni 2018 hiess der Bundesrat eine Entflechtung der nationalen Tätigkeiten gut. Im März 2019 wurde vom Bundesrat endgültig entschieden, dass die bisherige RUAG in letztlich zwei voneinander unabhängige Unternehmen aufgespalten werden soll: die heutige RUAG MRO Holding AG, die unter Federführung des Eidgenössischen Departements für Verteidigung, Bevölkerungsschutz und Sport Materialkompetenzzentrum und Technologiepartner der Schweizer Armee bleibt und die RUAG International Holding AG, die langfristig privatisiert werden soll.
Die RUAG MRO Holding AG wurde Ende Oktober 2019 ins Handelsregister eingetragen. Die offizielle Gründungsfeier fand am 15. November 2019 in Anwesenheit von Bundespräsident Ueli Maurer und Bundesrätin Viola Amherd statt. Die operativen Geschäftstätigkeiten übernahm die RUAG MRO Holding AG seit dem 1. Januar 2020. Nicolas Perrin wurde zum Verwaltungspräsident, Andreas Berger zum CEO ernannt. Andreas Berger trat im November 2021 als CEO zurück, woraufhin Peter Bodmer Interims-CEO wurde. Nach Abschluss der Entflechtung wurden die RUAG International Holding AG und die BGRB Holding AG am 9. Juni 2022 aus dem Handelsregister gelöscht. Ab September 2022 war Brigitte Beck CEO, sie musste im August 2023 nach einer Kontroverse um ihre Äusserungen im Frühjahr 2023 zu Waffen und Schweizer Neutralität zurücktreten, interimistisch übernahmen Finanzchef Christian Priller sowie Thomas Kipfer, Leiter der Geschäftseinheit Air, die Leitung. Am 20. Februar 2024 wurde bekannt, dass VR-P Nicolas Perrin per Ende Jahr zurücktreten wird. Nachfolger per 1. Januar 2025 wurde Jürg Rötheli. Seit 1. März 2024 ist Ralf Müller CEO der RUAG MRO Holding AG und führt das Unternehmen operativ.

## Unternehmensstruktur
Die RUAG MRO Holding AG hat Anteile an mehreren Gesellschaften, der RUAG Real Estate AG, der RUAG AG, der RUAG GmbH, der RUAG LLC, der Swiss Innovation Forces AG (jeweils 100 %) und Nitrochemie (Finanzbeteiligung). Die RUAG MRO Holding AG selbst gehört der Schweizer Eidgenossenschaft, den Aktionär vertritt das VBS. Weltweit betreibt RUAG Unternehmensstandorte in der Schweiz, in Deutschland und in den USA.